# Cefís (mitologia)
Segons la mitologia grega, Cefís (en grec antic: Κηφισός, Kēphisós) va ser una divinitat fluvial, fill d'Ocèan i Tetis.
Personificava el riu Cefís, que en el seu curs travessava la Fòcida i Beòcia. Cefís va seduir a la nimfa Liríope i va ser el pare de Narcís i potser de la nimfa Tia.